# Березняківська сільська рада (Хорольський район)
Березняківська сільська рада — колишній орган місцевого самоврядування у Хорольському районі Полтавської області з центром у c. Березняки. Виникла у 1917 році.
Населення — 884 особи.

## Населені пункти
Сільраді були підпорядковані населені пункти:
- c. Березняки

## Історія

### Початок XX століття
Наприкінці 1917 року щойно утворену Березняківську сільраду очолив Шелудько Павло Васильович, де він пропрацював до 1921 року. В 1923 році головою Березняківської сільради працював Баришполець Панас Єфремович, 1895 р.н., а секретарем молодший на один рік Бакаєнко Потап Васильович.
У 1924 році членами Березняківської сільської ради були обрані Бондар Михайло Васильович, Семенець Михайло Іванович, Федяй Григорій Іларіонович, а головою сільради став Кишка Іван Ростиславович, який роком пізніше був висунутий на відповідальну роботу в Ленінський райвиконком.
В 1925 році до Березняківську сільську раду входило 5 населених пунктів, 4118,59 десятин землі (ріллі — 2623,09 десятин, під садибами — 277,86 десятин, іншої — 387,85 десятин, сінокосу заливного — 662,94 десятини, не заливного — 66,85 десятин).
Під озимими посівами було зайнято 970,92 десятини, під ярими — 1109,86 десятин. Разом посіву в 1925 році було 2080,78 десятин.
В сільраді було 773 господарства, в яких мешкало 4029 осіб, з яких 1989 чоловіків і 2040 жінок. Працездатних проживало — 2641 осіб.
По всій Березняківській сільраді в 1925 році нараховувалося 448 коней, 227 волів, 670 корів — тобто 1345 голів великої рогатої худоби та 1413 овець, 332 свиней.
У всіх господарствах було 320 плугів, 590 дерев'яних борін, 20 залізних борін, 250 рал, котків дерев'яних — 125, культиваторів — 3, плугів трьохлемішних — 2, сіялок — 120, бричок — 5, возів — 600, бурякорізок — 4, соломорізок — 5.
Серед 4029 душ населення бідняків було — 1949, середняків — 1680, заможних — 370.
Із 733 господарств безкінних було 229, інвентарю не мали 280 господарств, забезпеченість землею була досить хорошою — 1 десятина на їдця.
На території Березняківської сільської ради нараховувалось 42 вітрові млини, 1 паровий, 1 водяний, 6 кузень.
Із усіх хат Березняківської сільради в 1925 році під залізним дахом було лише 12, під черепицею — 4, а всі інші під соломою та очеретом. Таке ж покриття було і в сараїв, із 496 сараїв під залізом також: було лише 4. В сільраді налічувалося також 60 комор, 439 клунь, 800 інших будівель. Всіх будівель в сільраді того року було 2399.
У сільраді ще було 455 осіб неписьменних: 295 жінок та 160 чоловіків. Для них були організовані гуртки лікнепів. У двох школах на два класи навчалося сто дітей. Вчителька Базилевська Олена — обрана членом сільради, Березняківці слідкували за станом доріг, семи містків, громадського колодязя. За рік селяни насипали три греблі. За 4 місяці наступного 1926 року в Березняківській сільраді народилася 51 дитина: 33 хлопчики і 18 дівчаток, а померло 17 жителів. За чотири місяці було зареєстровано 7 шлюбів і 4 розлучення.
В 1925 році головою Березняківської сільради працював Микола Ляшенко, в 1926 році — тов. Самойлов.
У 1926 році у ній було господарств — 624. Проживало населення 3277 чол. Входили населені пункти: Березняки село, хутори Бурлачин, Гавриленків, Костянтинівка, Кочурин Острів.

### Передвоєнний період
В 1933–1934 рр. головою сільської ради працював Мірошниченко Кузьма Максимович, а секретарем Сірик Степан Гаврилович.
20 листопада 1934 року на виборах до Березняківської сільської ради було обрано нового голову, яким став 50-річний Сава Антонович Сьомка.
Близько 1936–1941 рр. голова Березняківської сільради був Скиба Онопрій Пилипович уродженець с. Мусіївка. В цей же період деякий час головою Березняківської сільської ради працював Хрумало Григорій Петрович.

### Післявоєнний період
З січня 1946 року Березняківську сільську раду очолив Криворучко Ларіон Петрович. Секретарем працювала Синягівська Євдокія Яківна. Членами сільради були обрані: Єфімов Павло Семенович, 1888 р.н., Пуденко Яким Никифорович, 1910 р.н. Кишка Віталій Миколайович 1924 р.н., Решта Федір Миколайович, Порощай Андрій Л., Бойко Трохим Андрійович 1914 р.н. та інші.
В 1954 році головою Березняківської сільської ради працював О. А. Семенець. В особистому користуванні колгоспників було 80 лампових і детекторних радіоприймачів, близько 100 велосипедів і 5 мотоциклів.
В 1958 році Головою Березняківської сільської ради обрано Похвалу Миколу Дмитровича.
Головою Березняківської сільської ради, в 1972 році, замість Похвали Миколи Дмитровича, який працював на цій посаді з 1958 року, було обрано Податя Миколу Петровича який до цього очолював березняківський колгосп імені 1 Травня.
В 1976 році голова сільради О. І. Ляшенко.
В 1979 році на пост голови Березняківської сільської ради було обрано Василя Пилиповича Бондаря (який останній час очолював партійну організацію колгоспу імені Першого Травня).
В 1983 році на території Березняківської сільської ради, по селу Березняки, зареєстровано шлюбів — 14, народилося немовлят — 14, налічується дітей дошкільного віку — 51, померло — 17 жителів. За рахунок господарства в селі збудовано 6 будинків.
За 1984 рік в Березняках зареєстровано: 5 шлюбів, 11 новонароджених, налічується 59 дітей дошкільного віку. Померло за рік 24 жителі села. За рік в Березняках побудовано 12 будинків.
У 1985 році головою Березняківської сільської ради було обрано Шелудька Миколу Івановича, який до цього працював головним інженером колгоспу імені Першого Травня.
У 1988 році головою Березняківської сільської ради було обрано Козинця Михайла Григоровича, секретарем сільради Заїкіну Надію Іванівну.

### Незалежність
У 1992 році головою Березняківської сільської ради було обрано молодого вчителя фізкультури Березняківської середньої школи Кириленка Володимира Миколайовича 1965 р.н., а секретарем Заїкіну Надію Іванівну. Бухгалтером сільської ради працює Тур Ольга Олександрівна, а землевпорядником Шарамко Олександра Григорівна. У 2001 році секретарем сільської ради обрано Решту Віту Миколаївну.
У 2006 році на виборах на посаду голови сільської ради з трьох кандидатів було обрано Гаврика Павла Миколайовича, землевпорядником працює Мироненко Лілія.
У жовтні 2010 року на виборах на посаду сілького голови Березняківської сільської ради обрано Решту Віту Миколаївну. Секретарем працює Бабич Ольга Михайлівна, бухгалтером — Демиденко Ірина Василівна.